# 꼬마기사 트랭크
《꼬마기사 트랭크》(독일어: Ritter Trenk)는 2015년 공개된 애니메이션 영화로, 독일의 텔레비전 애니메이션 《Der kleine Ritter Trenk》의 극장판 버전이다.

## 같이 보기
- 꼬마기사 마이크